# Chalcophora japonica
Chalcophora japonica es una especie de escarabajo del género Chalcophora, familia Buprestidae. Fue descrita científicamente por Gory en 1840. Esta especie es endémica de Japón.

## Hábitat y apariencia
Este insecto se encuentra comúnmente en las islas de Honshu, Shikoku y Kyūshū. Las larvas blancas y sin patas tienen forma de renacuajo y crecen de 8 a 50 milímetros (0,3 a 2,0 pulgadas) de largo, mientras que los adultos alcanzan una longitud de 24 a 40 milímetros (0,9 a 1,6 pulgadas) de largo, y tienen rayas marrones y negras con motas doradas a lo largo del cuerpo. Esta especie está presente de mayo a agosto y se siente atraída por el sol, prefiriendo volar durante la parte más calurosa del día, alimentándose de brotes jóvenes y hojas de árboles.